# أحمد صبحي (لاعب كرة قدم مصري)
أحمد صبحي لاعب كرة قدم مصري، من ناشئي نادي إنبي ، ويلعب حاليًا لنادي سموحة في مركز الظهير الأيمن ، ولعب أيضًا للمنتخب الوطني.

في 10 مايو 2018 انضم لنادي بتروجيت لمدة موسمين.

## وصلات خارجية
- أحمد صبحي على موقع قاعدة بيانات كرة القدم.إي يو (الإنجليزية)
- أحمد صبحي على موقع ناشيونال فوتبول تيمز (الإنجليزية)
- أحمد صبحي على موقع Soccerway.com (الإنجليزية)
- أحمد صبحي على موقع عالم كرة القدم.نت (الإنجليزية)
- أحمد صبحي على موقع كووورة